# Coca de Montserrat

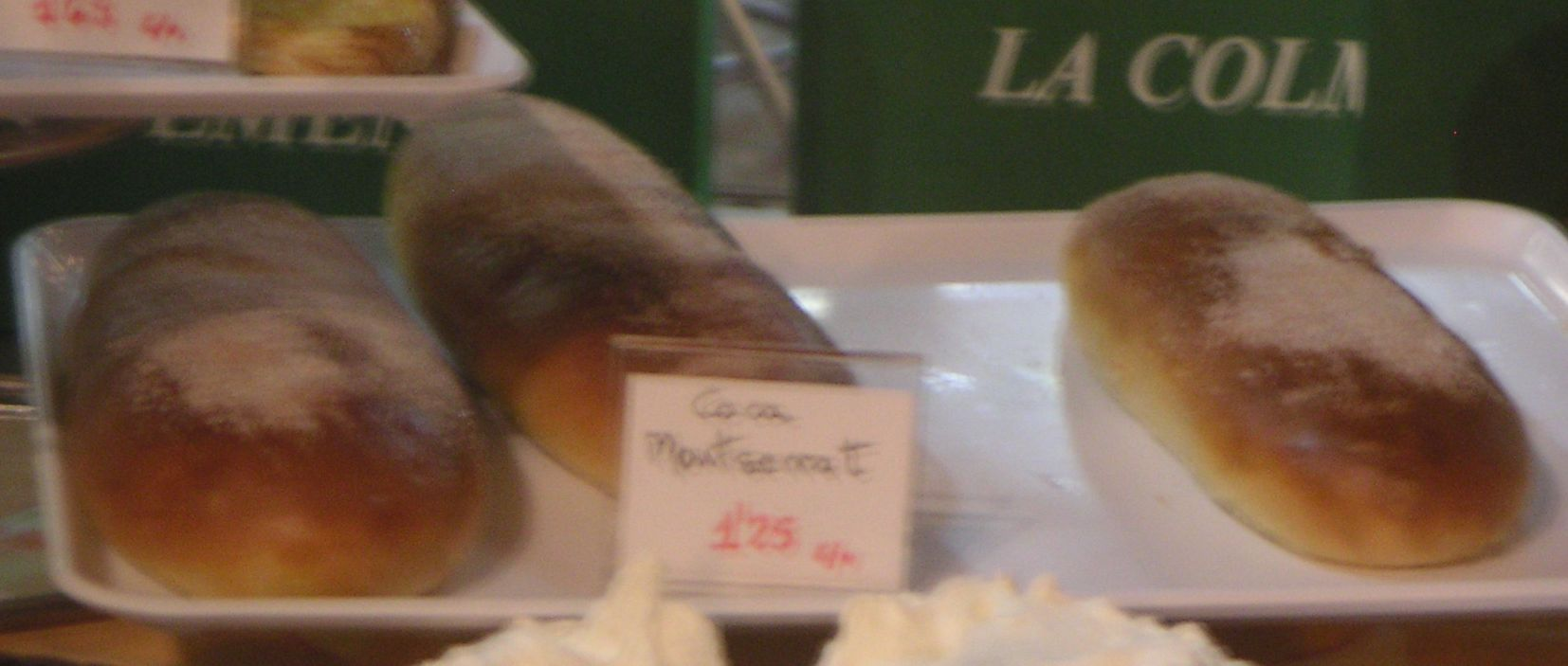
Montserratinas.

La coca de Montserrat o montserratina es una coca sencilla y esponjosa, plana, alargada y cubierta de azúcar, que se toma tradicionalmente para merendar, a menudo acompañada de un trozo de chocolate. También puede acompañarse con un chocolate o un café con leche. Es muy típica en Barcelona.

## Características
Las hay individuales, más pequeñas, pero las más tradicionales son para al menos dos o tres personas, muy largas, y se pueden comprar en las pastelerías por porciones, es decir, pedir que corten un trozo, o bien enteras, aunque entonces se suelen cortar igualmente en al menos dos mitades, para poder llevarla cómodamente, debido a su longitud. En las pastelerías suelen vender también chocolatinas o porciones de chocolate, con o sin leche, para acompañarlas.
- Datos: Q5836900